# Zwo (Album)
Zwo, auch bekannt als Grönemeyer Zwo, ist das zweite Studioalbum des deutschen Musikers Herbert Grönemeyer. Das Frühwerk enthält ausschließlich Kompositionen von Grönemeyer selbst.

## Hintergrund
Einige Texte stammen von Produzent Otto Draeger, der Text zu All die Jahre ist von Elke Heidenreich. Herbert Grönemeyer komponierte auf diesem Album erstmals alle Lieder selbst. Für Ich hab dich lieb und Muskeln schrieb Grönemeyer zudem die Texte. Das Album wurde von Dave Hutchins im renommierten Musikstudio von Produzentenlegende Conny Plank in Neunkirchen-Seelscheid bei Köln aufgenommen und gemischt. Die Studiomusiker für die Bläser stammten aus der Big Band von Kurt Edelhagen. Bei Intercord wurde das Album 1980 veröffentlicht. Die Langspielplatte wurde 1989 wiederveröffentlicht, bevor das Album erstmals als CD bei Intercord 1992 erschien.

## Titelliste
| #   | Titel                 | Länge |
| --- | --------------------- | ----- |
| 1.  | Stau                  | 3:15  |
| 2.  | Ich hab dich lieb     | 3:53  |
| 3.  | Commander             | 3:26  |
| 4.  | Bruno                 | 2:54  |
| 5.  | Ich bin wieder soweit | 4:33  |
| 6.  | Kairo                 | 3:47  |
| 7.  | Besser Du gehst jetzt | 4:28  |
| 8.  | Helga                 | 4:13  |
| 9.  | All die Jahre         | 3:33  |
| 10. | Muskeln               | 3:26  |

## Besetzung
- Herbert Grönemeyer – Gesang, Gitarre, Klavier
- Mike Gong – akustische Gitarre, E-Gitarre
- Serge Maillard – akustische Gitarre, E-Gitarre
- Tato Gómez – Bassgitarre
- Mario Argandoña – Schlagzeug
- Rolf Lammers – Keyboards
- Heiner Wiberny – Saxofon
- Bubi Aderhold – Saxofon
- Uwe Haselhorst – Saxofon
- Jiggs Whigham – Posaune
- Otto Bredl – Posaune
- Hanne Wilfert – Trompete, Horn
- Markus Stockhausen – Trompete, Horn

## Rezeption
Das Album setzte zunächst nur rund 1.500 Tonträger ab, so dass Grönemeyer von den Medien in der Rolle des Leutnant Werner zum 1981 erschienenen Kinofilm Das Boot von Wolfgang Petersen eher als Schauspieler denn als Musiker wahrgenommen wurde.